# Famille Di Francesco
La famille Di Francesco est une ancienne famille de la noblesse du royaume des Deux-Siciles (Regno d"e Ddoje Sicilie ; en sicilien : Regnu dî Dui Sicili), qui a joui de la noblesse à Capoue, Sessa, Palerme et Messine, et qui s'est répartie au cours des siècles dans diverses régions de l'Italie.

## Histoire
La famille a possédé la terre de Fiumara di Muro et le hameau de Calanna, le bureau de la rantaria de Palerme, le marqué ou domaine de terres nommé Lo Fegotto et est passé à l'ordre de Malte en la personne de Giovan Filippo Di Francesco-Saccano - Spadafora-Saccano, en 1553, et Ottavio Di Francesco-Lombardo-Saccano-Arena, en 1573. La tradition héraldique veut que l'ancêtre principal de cette famille fut un gentilhomme capouan nommé Francesco, secrétaire du roi Carlo lo Zoppo, qui deviendra, par la suite, gouverneur de la ville de Sessa, à l'époque du roi Robert. Transplantée en Sicile, sous Alphonse de Castille, la famille se scinde en deux branches principales : l'une installée à Palerme et l'autre à Messine, mais d'autres branches se sont réparties dans d'autres régions d'Italie. Il semblerait que le peintre Stefano di Francesco soit un très lointain ancêtre de cette famille, même si cela ne peut être affirmé.